# Lush Gjergji
Lush Gjergji, född den 21 mars 1949 i Vitia i Kosovo, albansk-katolsk figur.
Lush Gjergji läste katolsk teologi vid universitet i Split. År 1970 fick han första examen från Urbaniana-universitet i Rom. Han avklarade doktorsexamen 1975 med avhandlingen La Donna Albanese (på svenska Den albanska kvinnan) vid Institutet för psykologi i Rom. Lush Gjergji är en väl ansedd person inom den katolska kyrkan i Kosovo och var en initiativtagaren, tillsammans med Anton Çetta, för kampanjen mot blodshämnd. I dag är han ordförande för den albanska stiftelsen Nëna Teresa som sysslar med fattigdomsbekämpning.
Lush Gjergji har utgivit otaliga publikationer med huvudsakligen religiöst innehåll.